# Villa Aranguren
Ne doit pas être confondu avec Aranguren.
Villa Aranguren, ou simplement Aranguren, est une localité rurale argentine située dans le département de Nogoyá et dans la province d'Entre Ríos.

## Histoire
On considère que la ville a été fondée le 25 juin 1908, lorsque Pedro Aranguren a demandé au gouvernement provincial des plans pour fonder la ville. Elle porte le nom de la famille qui possédait les champs où elle a été fondée.
Après s'être dotée d'un conseil d'administration, la municipalité de 2e catégorie a été approuvée par la loi no 7944 votée le 7 juillet 1987 et promulguée le 17 juillet 1987,. Elle a été créée par le décret no 3935/1987 MGJE du 22 juillet 1987.